# 毛文龙
毛文龙（1576年2月10日—1629年7月24日），一名伯龙，字振南，浙江布政司杭州府钱塘县（今浙江省杭州市上城区）人，祖籍山西布政司平阳府太平县（今山西省临汾市襄汾县），为明朝东江镇总兵，历仕万历、泰昌、天启、崇祯四朝，官至「钦差平辽便宜行事总兵官征虏前将军左军都督」。辽东失陷后，毛文龙率100多人偷袭敌后，收复了一些失地，创建了军事重镇东江镇（今辽宁省丹东市），有“海外长城”之称。崇祯年间四次向朝廷奏报与后金的书信往来，诱捕后金固山额真可可等人。崇祯二年（1629年）被督师袁崇焕所斩，其驻地东江镇官兵于当地人民皆哭泣悲伤不已。

## 生平

### 家世背景
万历四年正月十一日（1576年2月10日），毛文龙出生于浙江杭州府钱塘县忠孝巷。祖父毛玉山，原在山西经营官盐，后因生意需要，举家迁往杭州。父亲毛伟，弃商从儒，纳捐为监生，娶妻沈氏。沈家乃杭州望族，有“杭州甲族，以沈为最”之称。毛伟与沈氏共育四子，第三子夭折，余为长子毛文龙、次子毛仲龙、四子毛云龙。
毛文龙九岁时，毛伟病故，其母时年二十六岁，携子依弟沈光祚居住。沈光祚是杭州名宦，万历乙末科进士，历仕开封府推官、山东布政使、顺天府府尹等职，后毛文龙从军，曾得这位母舅提携、推荐。
毛文龙幼时，受母家之影响，亦曾接受儒家正统教育“幼从学，习经生业”，但对四书五经始终不感兴趣，而喜读兵法书“耻学举子业，好孙吴兵法”，故在重文轻武的明末，很难取得像样的功名，也因此一直未娶。直到三十多岁成为军官后，始归家完婚，娶一山西籍士族女子张氏为妻。张氏多年不育，四十多岁时又在辽阳纳一妾文氏，生子毛承斗。辽阳被後金攻占后，文氏死于战乱，毛承斗被人救出，送往杭州，张氏抚之如己出。
毛文龙虽然家道中落，为人颇豪爽，“家虽贫，有英气”。但祖上还是薄有田产，不仅在杭州有“山田二顷”，在山西老家亦有庄园，母家又为杭州巨室，还不至于为生计发愁，淪落為人算命。关于毛文龙曾为算命先生一说，史料中仅有张岱所著《石匮书后集》中称其“少无赖，有口才，习为『姑布术』”，可称孤证。但张岱所著《石匮书后集》收錄街巷傳聞，而毛文龙素与阉党不睦，又因事得罪了魏忠贤，因此多次被阉党成员潘士闻、杨国栋等弹劾，张岱與閹黨文人友好，或有誤信傳言之嫌，而毛文龙去算命看相，其面貌被論為富貴之相，张岱道听途说，把去算命的毛文龙，誤會為替人「看相算命」，当在情理之中。

### 早岁行边
万历三十三年（1605年）春，毛文龙过继给辽东鞍山的伯父毛得春为嗣子，遂只身北上，先顺道入京拜访了母舅沈光祚，被其荐于宁远伯李成梁帐下，开始了在辽东的军事生涯。当时建州左衛都督努尔哈赤不断兼并女真各部落，辽东形势日渐紧张，毛文龙对山川形势和敌情都加意考察，同年九月，参加了辽东的武举考试，“列名第六”，被任命为安山百户，不久又升千总，万历三十六年（1608年）升叆阳守备。
毛文龙在守备任上待了十几年，因“不肯妄杀一人，妄报一功”，一直没有得到升迁，甚至动了南归养母的念头。直到万历四十七年（1619年），熊廷弼经略辽东，派毛文龙于沿边要害地带，逢水草下毒，阻止了后金入侵。万历四十八年（1620年），毛文龙又擒斩有功，累功升都司。熊廷弼被姚宗文弹劾去职后，袁应泰接任，把毛文龙调到山海关管后勤，毛文龙因造办火药有功，加游击衔。

### 镇江大捷

#### 经过
天启元年（1621年）春，后金大举入侵，明军虽经浑河血战，终不能抵挡而战败，沈阳、辽阳先后沦陷，后金軍占领了辽东大部，明军退守到以重镇广宁为中心的辽西地区。兵烽所及，毛文龙在鞍山的亲属一百多人被后金军杀害。这时，辽东巡抚王化贞招募勇士，前往后金后方活动，毛文龙集国仇家恨一身，慨然应募，被实授练兵游击。
七月初，毛文龙率197名死士出发，深入敌后，先收复了长山岛、广鹿岛、石城岛、鹿岛等二千余里沿海岛屿，擒绑后金守岛军官胡可宾、任光先、何国用等人。七月十四日抵镇江（今辽宁省丹东市）城下，探知城中后金军主力已出城抄杀百姓，遂暗通镇江中军陈良策为内应，率一百余人夜袭之，擒后金外戚佟养真及其子佟丰年、其侄佟松年等，随派陈忠等袭双山，擒斩后金游击缪一真等，史称“镇江大捷”。此战后，宽奠、汤站、险山、叆阳等城堡相继归降毛文龙，“牛酒迎劳者，不下数十万余。”，全辽震动，后金大恐。

#### 评价
“镇江大捷”是明与后金战争的首胜，扭转了一溃千里之局面，“自文龙之捷，朝议恢复有机”，消息传到京城，朝野相贺，明廷破格升毛文龙为副总兵。兵部左侍郎王在晋评价说：“自清、抚失陷以来，费千百万金钱，萃十数万兵力，不能擒其一贼。此一捷也，真为空谷之音，闻之而喜可知也。”
御史董其昌也上奏说：“毛文龙以二百人夺镇江，擒逆贼，献之阙下，不费国家一把铁、一束草、一斗粮。立此奇功，真奇侠绝伦，可以寄边事者！如此胆略，夫岂易得？使今有三文龙，奴可掳，辽可复，永芳、养性可坐缚而衅之鼓下矣。

#### 争议
争议一：“镇江大捷”的真假
镇江之战时，到达城外的明军并非毛文龙部一支，还有登莱巡抚陶郎先所遣王绍勋部，从山东半岛渡海至。战后王绍勋争功不得，遂报告说“镇江大捷”是假的，毛文龙只是大言哄骗陈良策为内应，信以为真的陈良策独自绑缚佟养真父子送至毛文龙船上，毛文龙畏敌如虎，坐享冒功。这一说法历来被攻击毛文龙者所采用，如袁崇焕亲信周文郁所著《边事小记》即採取王邵勋之说敷衍成文，陶郎先也根据王绍勋的报告力诋毛文龙。
不过，王绍勋是叛徒和逃将出身，以参劾魏忠贤、客氏而直声震天下的名臣侯震旸据此上书为毛文龙鸣不平：“嗟乎！龙小小一捷，固自称奇，何足深忌？乃偏信反覆之王绍勋，不为救而故为催抑。人心不平，全在于此！”，并要求朝廷“罢郎先，逮绍勋。”随后，大学士孙承宗、御史陈保泰等交章弹劾陶郎先欺君冒饷诸罪，陶郎先终被查办，明廷将其贪墨军饷补发给毛文龙。
争议二：“镇江大捷”的作用
毛文龙孤军深入敌后，系辽东巡抚王化贞所遣，而辽东经略熊廷弼与王化贞不和，互相攻击不断。镇江之战后，王化贞绕开经略衙门单独报捷，熊廷弼更加不满，遂上言：“文龙发之太早，致使奴恨辽人，焚戮几尽。灰东山之心，厚南卫之毒，寒朝鲜之胆，夺西河之气，乱三方并进之本谋，误专遣联络之成算，目为奇捷，乃奇祸耳。”把镇江大捷说成是“奇祸”。
熊廷弼对毛文龙的攻击有两点：第一是责怪毛文龙抵抗后金，后金才屠杀辽东百姓的（言外之意是不反抗就不会死）；第二是认为毛文龙“发之太早”，误了他的“三方并进之本谋”。熊廷弼虽有才华，但意气用事也朝野共知，对此两点攻击，内阁首辅叶向高驳斥道：“臣窃谓国家费数千万金钱，招十余万士卒，未尝损奴酋之分毫，而文龙以二百人，擒斩数十，功虽难言，罪于何有？以为乱三方布置之局，则此局何时而定？以为贻辽人杀戮之祸，则前此辽人杀戮已不胜其惨，岂尽由文龙故。”指出无论反抗与否，后金对辽东人民的屠杀都不会减少；而熊廷弼“三方并进之本谋”一直停留在纸面上。所谓三方并进：即广宁、登莱、山海关三路同时进兵。后来事实证明：广宁很快就沦陷，而熊廷弼重用的门生——登莱巡抚陶郎先，不仅贪污军饷，还收留后金特务佟卜年，登莱一路终属虚着，熊廷弼自己也意识到：“此二方（广宁、登莱）已属画饼。”
兵部左侍郎王在晋亦肯定叶向高的观点：“镇江之捷，巡抚迳自报闻，不与经略衙门知会，遂生异议。党熊者必欲诎其功，文龙几逮矣。叶公出山，在途有疏，喜文龙之报捷，异论稍息。”，并对熊廷弼、王化贞二人于国难当头之际互相拆台提出批评：“熊毕竟以此衔之，王亦不少逊。嗟乎！国家事大，可以一字而生嫌隙哉？”

### 开镇东江
“镇江大捷”后，位于毛文龙后方的登莱巡抚陶郎先对朝命阳奉阴违，不发一兵一饷相援；后金却相当重视，先后派皇太极、阿敏等率精兵5000攻打镇江。毛文龙麾下只有100多人，孤军难支，不得不携军民退入朝鲜。皇太极等追击过鸭绿江，遣使暗通义州府尹郑遵，郑遵经朝鲜国王光海君的同意，与后金联合。朝鲜、后金大军合围毛文龙部于林畔，毛文龙率部进行了激烈抵抗，“一日七战，杀伤相当”，后金未能逞志而退兵。明将丁文礼、吕世举等牺牲，但197名追随毛文龙深入敌后的勇士，如尚学礼、王辅、张盘、尤景和、王承鸾、陈忠、时可达等，很多在恶战后幸存，并成为毛文龙开镇东江的核心力量。满清史书称此战“文龙仅以身免”是与事实不符的。
林畔之战后，毛文龙以皮岛、铁山及宽叆山区为根据地，招募难民，以老弱者屯种，精壮者为兵，从无到有，逐渐发展成一支海外劲旅。天启二年（1622年）六月，明廷正式任命毛文龙为平辽将军总兵官，挂征虏前将军印，开镇东江。天启三年二月，加都督同知衔，赐尚方剑。天启四年（1624年），后金首领努尔哈赤遣使东江议和，毛文龙将来人绑送京师，朝廷又升毛文龙为左都督。
东江镇建立后，毛文龙一面招抚因战火而流离失所的辽东百姓，前后接济安置数十万人。一面遣将游擊掠奪，一邊與外族通商，並要求朝鮮提供物資，逐渐成为后金大患。
对于东江镇的作用，王在晋在辽东经略任上曾奏言：“今有毛文龙在焉，所谓置之死地而后生者也。《兵法》：‘计险厄远近，上将之道。’凭鸭绿之险，居隔江之近，文龙得其所矣。奴欲长驱而肘腋之间有虿毒焉，奴一动而毒发，屡攻之而不能去其毒，其天意留之以制奴之死命者乎？……奴之畏文龙甚也！”东林名臣陈良训则将毛文龙称为“海外长城”。

### 收复辽南

#### 收复金州和旅顺
天启三年（1623年）夏季，在探知努尔哈赤有攻明意图后，毛文龙遣军四出攻打后金：命朱家龙从千家庄进军，命王辅从凤凰城进军，命易承惠从满浦进军，自统8000马步精锐，从镇江、汤站一路进击，予以策应。后金境内狼烟四起，不得不放弃南征企图。
东江镇夏季军事活动的高峰，则是都司张盘对金州、旅顺的收复。六月十六日，张盘奉命从麻洋岛登岸，接受流亡辽民，先后接济“男妇老幼共计四千名”，这些虎口余生的百姓，以青壮年居多，苦大仇深，纷纷要求参军攻打后金。张盘见民心可用，遂将这些壮丁编成队伍，共计有35队。七月初二日，张盘率领兵民合编的队伍，攻打金州，一举而下，并缴获后金军火器“大小炮铳一千零十四位，硝磺连药五百六十斤，大小铅炮子七千三百零二个。”随后，又乘胜收复了辽东半岛南端的要塞旅顺，以及望海堡和红嘴堡，使得辽南方圆百里土地，重归于明朝。

#### 收复复州和永宁
十月初五，毛文龙复命张盘收复复州和永宁。当时，后金复州驻军横行无忌，四处掳掠百姓。张盘利用辽民对后金军的痛恨，乘夜袭城，大破之。后金不甘心失败，调集了更多的军队反击，张盘于城中设伏，再次大败后金军，“斩获无数”，后金军“器械、铳炮俱掷弃而奔。”
天启四年（1624年）正月初三，后金利用海水结冻，以万余骑兵绕袭旅顺，想报上次失败之仇。张盘死守城池，火药用尽，犹坚守不降。后金军无计可施，遣使议和，张盘立斩于军前，复于旅顺城外设埋伏，大败后金军，后金军只得撤走。

#### 辽南复陷与复得
但到了天启五年（1625年）正月间，当时的登莱巡抚武之望不懂军事，上奏要在旅顺和金州之间的南关开凿运河，得到兵部批准。张盘和副手朱国昌因朝命难违，奉命施工，却因情报泄露，遭到后金军围攻而牺牲，后金乘机重新占领了辽南各城。
毛文龙得报后，发觉后金军补给线过长，即派游击林茂春、王承鸾等邀截后方，攻其软肋，迫使后金军立足不稳而撤军。又命都司石城玉往金州、旅顺等城收拢残部，进驻恢复，但登莱巡抚武之望乘后金军与东江军激战之际，抢先派部将张攀进驻旅顺，以争恢复之功。
可到了冬天，武之望害怕后金军乘海水结冰进攻，又将部队撤回，并向朝廷奏称：“冬月虏骑可通，难以支持，且彼时运道不行，无所事防，即退居皇城岛亦无不可者”，毛文龙哭笑不得，只好重新派兵接管旅顺。兵部尚书王在晋曾讥讽武之望说：“旅顺为三方扼要，既云不可不守，又云冬月难以支持，退居皇城亦可，我退奴独不可据乎？据而图复，复而遇冬则退，是攻守相寻无已也。”，指责武之望“谋国非心虚”，同时称赞毛文龙说：“海外情形，毕竟毛文龙勘得透！”
此后，辽南地区一直在东江军的控制之下，到毛文龙死后才重新沦陷。孟森、阎崇年等明清史专家津津乐道的“毛文龙十二大罪”之“开镇八年，不复寸土”是与事实明显不符的。

### 牛毛大捷
天启三年（1623年）九月，毛文龙布置在后金统治区的细作飞报，努尔哈赤准备西征攻打山海关一线。为了牵制后金，毛文龙亲统3万大军，直捣后金故都赫图阿拉，以攻其必救。后金在赫图阿拉以南的崇山峻岭之中，设有董骨寨、牛毛寨、阎王寨三座要塞，深沟高垒，易守难攻，是其起家时的根本。九月十三日，毛文龙率部攻克董骨寨，激战至十六日，占领牛毛寨、阎王寨，将后金守敌全部消灭。十七日，后金军反攻，想夺回三寨，毛文龙设伏以待，将后金军包圍痛擊，大获全胜。努尔哈赤闻得后方生变，不得不放弃西征打算，率四万大军来救。考虑到孤军深入，师老兵疲，而牵制努尔哈赤的战略目标已经完成，毛文龙遂决定主动撤出战斗。　
“牛毛寨大捷”之后不久，毛文龙又再次重创后金军，取得了“乌鸡关大捷”。　
两次大捷，明军“先后共斩首级七百二十六颗，生擒活夷十四名，夷妇五名……俱有札付符验，一并验确。”按明朝以首级为实功，实际歼敌数往往远多于斩首数，著名的“宁远之战”明军仅仅“上首俘至二百六十有九”，“宁锦大捷”更是“斩获无几”、“止有丁自雄于马上斩一级”，而毛文龙此二次大捷，数倍过之，尤为难得。　
当时的辽东督师孙承宗在“牛毛寨大捷”之后，欣喜异常，上奏称赞说：“臣接平辽总兵毛文龙呈解屡获首虏，随行关外道袁崇焕逐一查验三次，首级三百七十一颗，俱系真正壮夷，当阵生擒虏贼四名，俱系真正鞑虏。差令中军官集将士于衙门外，三炮三爵。臣时在宁远，适春赏夷人，虎酋等部俱到。特令各官解其首虏，经各赏夷部落，乃抵宁远。不独风示边人，抑亦见天下尚有杀贼之人，贼自有可灭之日！一时人心，殊觉感动。因念文龙以孤剑临豺狼之穴，飘泊于风涛波浪之中，力能结属国，总离人，且屯且战，以屡挫枭贼，且其志欲从臣之请，牵其尾，捣其巢，世人巽懦观望，惴惴于自守不能者，独以为可擒也，真足以激发天下英雄之义胆，顿令缩项敛足者愧死无地矣。”　
登莱巡抚袁可立也上奏说：“毛文龙统兵深入阎王寨，与奴贼大战，斩级三百七十一颗，生擒真夷四名，请发赏功银两。”明熹宗下旨嘉奖：“毛文龙并各将吏功次，着即行勘叙。”

## 董骨寨大捷，滿浦昌城之捷
平遼總兵毛文龍塘報董骨寨大捷 斬級二百三十有奇 生擒四人 獲馬九十四匹器械二百三十件所司勘實 上嘉其功降敕獎勵賜以金蟒 仍發帑金三萬兩充賞功等費其糧餉令戶部議處
平遼總兵毛文龍塘報劉愛塔之死 遣張盤潛師夜起遂複金州 今欲據金州以圖三衛又報奴欲西犯榆關遣師渡江以伐其謀 暗置空營更易旗號於是有滿浦昌城之捷 斬獲奴級一百三十八顆獲奸細四人及夷器等物

### 支援辽西
毛文龙所领导的东江雄镇，成为屹立在敌人后方的坚固堡垒，使得后金无法对辽西和大明本土展开有效进攻，即便有所行动也不得不在很短的时间内撤走。明熹宗曾赞扬毛文龙：“使奴狼顾而不敢西向，惟尔是赖！”　
如天启六年（1626年）正月，努尔哈赤率兵进攻宁远。毛文龙即派部将林茂春、王辅率军进攻海州，派部将杜贵、曲承恩直入沈阳，并且行动极为迅速，“东兵之进而捣沈阳以覆其巢，攻海州以遏其归者，已先奴一日而发，亦綦神速矣。”明末史学家高汝栻评论说：“宁远之役，奴拥众入犯而终有内顾之虑者，殆文龙牵制之力欤？”
袁崇焕也曾经上奏说：“孰知毛文龙径袭辽阳，故旋兵相应。使非毛帅捣虚，锦宁又受敌矣。”对此，兵部尚书王在晋指出：“‘毛文龙径袭辽阳，故旋兵相应，宁锦之围解，文龙与有力焉。’此出于崇焕之自陈，剧称其牵制之功，则文龙何可杀耶？文龙杀而虏直犯京城，明知而故悖之，崇焕之祸其真自取矣！”充分肯定了毛文龙的存在，是大明边防的重要保障，毛文龙一死，后金便可长驱直入京师。　
毛文龙在时，后金对明朝军事行动都很短暂，也不敢走远。而毛文龙被杀后，后金欣喜异常，弹冠相庆，史载“清主大喜，置酒高会”，后金首领皇太极立刻起倾国之兵入关直扑北京，史称“己巳之变”。此后一直到明朝灭亡，后金（清）时常直犯中原，如入无人之境，保定、济南、兖州、高阳、固安、良乡等许多城市被屠城，数百万百姓遭到掳掠，这时候人们才意识到毛文龙的作用，但为时已晚。　
王在晋对此评价道：“崇焕得信心行事，中奴之诱，先杀毛文龙除奴肘腋之患。己巳，虏遂从蓟镇深入薄都城，舍山海而以蓟、宣为屡犯之孔道。向使崇焕不使吊通奴，西夷必不叛，夷不叛则西路不可行，不杀岛帅，则奴顾巢穴必不敢长驱而入犯！”

### 丁卯之役

#### 战役背景
后金首领努尔哈赤死后，其子皇太极继位，面临着内政外交的双重压力。对内，大贝勒代善、二贝勒阿敏、三贝勒莽古尔泰等人对其汗位虎视眈眈，尤以阿敏所辖镶蓝旗兵力最多（61牛录），而皇太极自己的正黄旗却只有18牛录；其子豪格统领的镶黄旗只有15牛录。对外，后金对于明朝的军事行动，受制于毛文龙，每次都无法及远。为了打破明清双方的战略均势，遂决定首先派阿敏等率部攻打毛文龙建立的东江镇，为南下进攻明朝本土扫除障碍，同时亦有削弱阿敏等人实力，解除其对汗位威胁之意。

#### 宁远和议
为了避免后金陷入东西两线作战的困境，皇太极在起兵攻打东江的当天，即派使者前往宁远，与当时的辽东巡抚袁崇焕议和。在议和前后，袁崇焕派遣心腹徐敷奏带领数十号大船，前往东江镇，以优厚待遇诱骗生活极为艰苦的东江镇官兵加入关宁军。据袁崇焕自己奏报，以旅顺参将李鑛为首，共有4000多人从东江前往关宁。此举削弱了东江镇的实力，为后金發动“丁卯之役”提供了有利条件。皇太极此举展现了“不战而屈人之兵”的高明外交手腕。

## 被殺

### 反间之始
长期以来，毛文龙派遣了大量人员到后金统治地区刺探情报，扰乱人心，鼓舞辽民反抗，“将军之细作，时达辽沈，飞书遍投”，使得后金方面“疑惧益甚，凛凛终日，日惟追杀毛兵奸细”，后金对毛文龙甚为痛恨，頒布了专门法律来针对毛文龙奸细，但毛文龙还是取得了一定成效，孙承宗督师辽东期间，也在后金内部安插间谍，并了解到毛文龙所遣间谍的情况，上奏说：“臣近有谍于东，谍回具述文龙有谍为贼所发，而广宁人铁信，其谍主也，近亦逃来言其事。则文龙之胆智，无日不在贼巢之外。”
毛文龙曾投书于后金官员、将领，又故意泄露之，以造成后金的猜忌、杀戮，借敌之手以灭敌。史载后金“大帅名阿骨者，极骁勇，善用兵……毛将军用间以离之，奴竟杀阿骨。”天启三年（1623年）十二月，毛文龙再次用反间计除去后金大将柯汝栋、戴一位。

### 三拒诱降
后金在天启四年（1624年）招降毛文龙失败后，到了天启五年（1625年）二月，因为捕获了一些毛文龙派出的细作，其首领努尔哈赤又借机至书毛文龙招降，毛文龙并未理睬。但努尔哈赤仍未死心，于天启六年（1626年）六月第三次至书招降毛文龙，毛文龙将来书奏闻朝廷。

### 夜袭奴酋
努尔哈赤于天启六年（1626年）八月间，在死前曾出沈阳，前往狗儿岭附近的汤泉洗浴。毛文龙安插在沈阳城里的密探耿仲明，立刻探知这一情况并飞报东江。毛文龙派遣了千总毛永科、石景选率领150人的小分队于八月初十夜袭汤泉，努尔哈赤八月十一日回城并死于途中。在此之前，后金于八月初三抓获五名毛文龙所遣奸细，并供称东江军近期没有任何军事行动，当属为配合袭击汤泉而让后金放松警惕的做法。毛文龙很快于九月初二即奏闻朝廷努尔哈赤的死期，而明廷通过其他途径了解的情报则要慢许多且不够准确。

### 通书始末
皇太极继位后，改变了努尔哈赤过去的做法，重用汉官，善待汉人，后金统治日渐稳固；不久后，崇祯即位为明朝皇帝，励精图治，锐意辽事，但性情过急。毛文龙在此一阶段改变反间策略，以投降归顺后金为饵，诱捕后金重要官员，希望邀宠于崇祯，于是有了与后金的书信往来。
毛文龙曾主动多次将与后金通书的情况奏明朝廷。如《国榷》记载：崇祯元年三月十四日，朝廷接到奏报“总兵官毛文龙奏：建虏遣可可孤山、马秀才等五人至皮岛求款。”，而东莞袁崇焕纪念园的研究人员却声称：“毛文龙在三月份塘报中只提到了马秀才，却有意隐瞒后金使团正使可可的存在”，渲染其是一大矛盾，并以此指责毛文龙有意欺瞒朝廷，通敌卖国，罪该万死，该指责是与史实明显不符的。此后又分别于崇祯元年四月二十八日、五月初一日、五月初六日、五月十三日四疏奏报与后金的通书，奏明自己“放还来鞑，引诱要人”之计，甚至直接将皇太极来书奏呈御览，以明心迹。

### 被杀经过
天启以来，明廷对毛颇为倚重，“累加至左都督，挂将军印，赐尚方寶剑，设军镇皮岛如内地。”、“毛文龍滅奴雖不足，牽奴則有餘”。工科给事中杨所修曰：“东方自逆奴狂逞以来，唯一毛文龙孤撑海上，日从奴酋肘掖间撩动而牵制之。”，然毛文龍部有貪功、冒餉、不受節制、難以調遣等問題，袁崇焕忌之，與內閣輔臣錢龍錫談到平遼事宜，認為文龍“可用，則用之。不可用，去之不难。”。天启四年至七年中，毛文龙多次袭击清军，都遭失败，此后在皮岛驻扎。由于毛文龙部占用明朝部份兵餉，工科給事中潘士聞、尚寶卿董茂忠上书弹劾请撤毛文龙。兵部商议时，袁崇焕提议派遣官员至皮岛管理兵餉核查銀錢帐用，而遭到毛文龙抵制，因此招致袁崇焕更决意诛杀毛文龙。
崇禎二年（1629年）六月初一，袁崇焕与毛文龙在皮島会见，并商议军事。经过连续三日的谈判，毛文龙始终不接受袁崇焕主张的“皮岛设文官监军；粮饷由宁远转发；改编部队”等建议，谈判失败。之后袁崇焕劝其归乡，而毛文龙则称自己了解辽东局势，并能解决满洲、顺势攻占朝鲜。此后，袁传副将汪翥上船密议，通宵部署诛杀毛文龙。初五，袁崇焕邀毛文龙一起至雙島检阅将士比赛射箭，但袁提出几件事来责问毛文龙，毛文龙抗辩。袁崇焕命人除下其衣冠并捆绑，毛文龙仍称自己无罪有功。袁于是宣布毛的“十二大罪狀”，祭出尚方宝剑、斩杀同样有尚方宝剑的毛文龙。毛文龙有部下为其求情，称毛没功劳也有苦劳，被袁崇焕斥退。
袁崇焕宣布毛文龙十二条当斩之罪：
1. 大量杀良冒功，将边境的数千老百姓屠杀砍下首级冒充敌人请功，而实际极少击毙敌人;
2. 养私兵，将手下的将领作为私人武装，上书说自己在登州驻兵取南京易如反掌，大逆不道;
3. 每年饷银几十万，不发给士兵，每月只散发三斗半米，侵占军粮;
4. 擅自在皮岛开设马市，私自和外国人来往;
5. 部将几千人都冒称是你的同姓，副将以下都随意发给布帛上千匹，走卒、轿夫都穿着品官官服和袍带;
6. 褻朝廷名器，樹自己爪牙；
7. 从宁远返回途中，劫掠商船，自己做了盗贼;
8. 强娶民间女子，不知法纪，部下效仿，使得百姓不安于室;
9. 驱使难民远远去帮你盗窃人参，不听从的就被饿死，岛上白骨累累;
10. 用车送金子到京师，拜魏忠贤为父，并在岛上雕塑他加冕冠的肖像;
11. 铁山一战败北，丧师不计其数，却掩败为功;
12. 设镇八年，不能收复一寸土地，坐地观望，姑息养敌。

袁崇煥說完十二條罪狀後，面向京城方向叩拜請命：“縛文龍，去冠裳”，斬殺毛文龍於帳前，众将皆痛哭。袁崇焕怕文龍的部下兵变，先祭拜了毛文龍的屍首，又拿出十萬兩白銀，分贈毛文龙下属，并把原毛部兵士分为四份，分由毛承禄、徐敷奏、刘兴祚与陈继盛率领。
這十二項大罪，有人認為其中有幾條是當時守關將士之通病、有些是個人行為私德問題。至於私通外夷，袁崇煥本人也曾想跟女真議和；所謂交結近侍，袁崇煥本人也曾於魏忠賢當政時上折稱頌其功德，并要求在宁远、前屯两地为魏忠贤修建生祠，而最後一條指責毛文龍不能收復失土，袁崇煥本人也不能復遼東寸土。當時，崇禎帝對於袁崇煥以尚方寶劍殺死毛文龍，是非常不滿的，因為毛文龍本人也有一把尚方寶劍，為崇禎之兄天啟帝所賜。史載“帝驟聞，意殊駭”，但“念既死，且方倚崇煥，乃優旨褒答。俄傳諭暴文龍罪，以安崇煥心”。雖然如此，這也種下日後崇禎凌遲袁崇煥的遠因。

### 被害原因
一种说法是毛文龙私通后金，被袁崇焕杀是死有余辜，以明清史专家吴晗、阎崇年等人为代表。
明末清初多数史家则认为袁崇焕杀毛文龙，是后金方面提出的议和条件，如《崇祯实录》、《国榷》、《明史纪事本末》、《弘光实录抄》等等都持此说。在崇祯帝诛杀袁崇焕的诏书里，也有“以谋款而斩帅”一条。武汉大学满族学者关文发曾撰文批驳这种观点，认为其与清朝所修正史《明史》及《东华录》互相矛盾，是不可信的。学术界亦有部分人，以湖南师范大学教授郑宪春、吉林大学教授孟昭信、中国人民大学博士生导师毛佩琦为代表，这一派观点认为毛文龙功大于过，含冤而死，所谓私通后金之说，毛文龙奏明朝廷在先，当属诱敌之计。

## 后人纪念

### 衣冠之冢
毛文龙死后，辽民对其怀念不已，“铁山、皮岛俱祠祀毛公”，明朝金州卫地区也有毛文龙墓留存，位于今大连市甘井子区大连湾镇苏家村的山坡上，有墓碑高3米，宽44厘米，厚12.5厘米。阴刻：“明故平辽总兵毛公讳文龙之墓”。按明人记载，毛文龙已归葬浙江。，故应是当地百姓给立的衣冠冢，墓碑形制简单，碑文通俗，也是百姓所立的佐证，亦可见辽民对其的深切怀念，这一实体文物与部分文史寫到毛文龙杀良冒功，屠戮辽民，使得治下百姓民不聊生的记载互相矛盾。

### 毛文龙碑

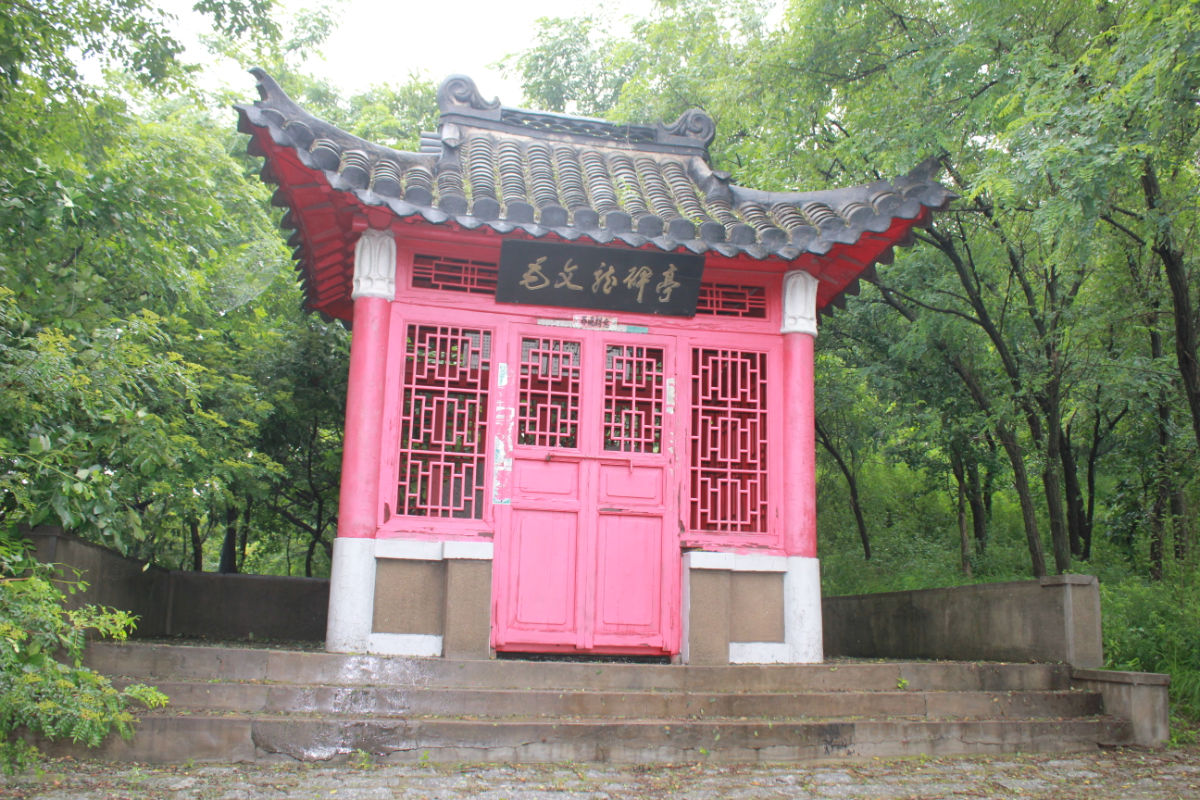
大鹿岛毛文龙碑亭

丹东大鹿岛上的毛文龙碑亭内设有石碑两块，分别立于天启六年（1626年）和崇祯元年（1628年），其中崇祯元年所立之碑的正面铭刻着毛文龙的铮铮誓言：“指日恢复全辽，神色苞孕于此，吾侪赤心报国，忠义指据于此。”碑的背面，镌刻着毛文龙等众将士的官职和姓名。此两碑的时间均是毛文龙被杀前所立，是不是当地百姓给立，有待考证。
文革中这两块碑遭到了破坏，1979年，已成为文物的两碑修复后，修建了庙式碑亭，并成为大鹿岛的重要旅游景点之一。

## 相关诗词

### 毛文龙诗
朝鲜人李星龄在《春坡堂日月录》中曾录毛文龙所作诗一首，此书对毛文龙多持否定、丑化态度，并无伪造毛诗吹捧之可能，其诗云：
孤臣白发映寒旌，一上秋风海上城。
霜拂铁衣银浪动，电开金匣玉龙惊。
三更月冷将军幕，万灶烟沉壮士营。
塞曲数声人尽泪，萧萧边马皆悲鸣。

### 他人诗词

#### 钱谦益〈寄东江毛总戎文龙〉
鸭绿江头建鼓旗，间关百战壮军威。青天自许孤忠在，赤手亲擒叛将归。夜静举烽连鹿岛，月明传箭过鼍矶。纷纷肉食皆臣子，绝域看君卧铁衣。

#### 吴惟英〈輓毛大将军〉
昨夜营星色黯然，讣音忽向路人传。但嗟韩信成擒日，不见蒙恬御敌年。功业已沉沙碛雨，精灵犹锁海门烟。好收战骨鸱夷里，归葬西湖岳墓边。

#### 孙承宗〈塞翁吟〉
云叶才生雨，楼外铁马嘶风。报急水，小河东。飞一箭青骢。倚天剑破长风浪，小结画影腾空。漫道是，长杨词赋，细柳豪雄。
匆匆。脱跳荡，惊帆辔满，走躞蹀、蟠花带松。有渝海、堪凭洗恨，看今日、蹀血玄菟，痛饮黄龙。鸭江醅发，鹿岛苹开，谁是元功？

## 家庭
長子：毛承斗，“改名珏，隐居钱塘。清興明朝大将军（毛文龙）故部曲多为元勋，爵为王公，争遣使迎珏，礼之甚恭，数欲荐珏为大官。珏固辞曰：‘愚不任官事，且惧违先将军志也。’”

### 引用
1. 1 2  《大明熹宗实录》卷42天启三年十二月：“今日所恃海外长城者，非毛文龙者乎？”
2. 1 2  《东江疏揭塘报节抄》卷7崇祯元年四月二十八日塘报：“奴差可可孤山与马秀才等五名，特来求款，另有文书。职即将计就计，随差马秀才回去，要大海及奴子合干等来说，方信真情。大海乃奴得力中军，行兵作事，无不出其调度。职意得此大海，断送奴贼一臂。奴亦不肯放来，仍差马秀才送职貂皮、玄狐皮囤子各一件，人参十斤，大白马二匹，金鞍二副，求职听允等情。”
3. 1 2  《东江疏揭塘报节抄》卷7崇祯元年五月初一日塘报：“卑职看据节报情形相同，初许讲和，放还来鞑，诱彼要人。奴亦怀疑，仍遣四达东来，卑职已绑押上船解京讫。奴子尚未知的耗，修路盖房，迎接卑职，是假意实做。”
4. 1 2  《东江疏揭塘报节抄》卷7崇祯元年五月初六日具奏：“新奴子有合干者，又有都堂大海者，俱素通文义，智勇双绝，奴倚为腹心。臣思姑与议款而诱其来，随遣马秀才等还。臣于是时望大海来，孰知奴亦重疑臣计，第仍遣马秀才等五人来谆谆密语，且钻刀立誓，而复馈臣以鞍马参貂等物，愿以来使为质，俟事成放还。夫奴最狂逆，而一旦求款于臣，此奴计之巧，而臣固已窥之深矣！因借其愚臣者还以愚彼，而率不能售，是奴之不肯顷刻忘臣，犹臣之不肯顷刻忘奴，一着输赢，间不容发。兢兢以图，固晨夜以之。而更虑奴之求款于东，正欲肆骋于西。今臣业已洞悉其奸，理当明正以法，俾小丑知我圣天子明同日月，威并雷霆，不可以诡诈尝也。”
5. 1 2  《东江疏揭塘报节抄》卷7崇祯元年五月十三日塘报：“四王子见讲和可可孤山等不回，疑我杀了，差哨探达子三百余突至岫岩、旋城地方，将卑职出哨千总毛永强等绑缚二十名，问可可孤山等缘何不归？”
6. ↑  《藏钞本崇祯长编》卷11崇祯元年7月：“东江总兵毛文龙送大清议款使臣可可孤山马秀才等四人至京。”
7. ↑  《朝鲜李朝实录中的中国史料》卷54《仁祖三》：“岛中将卒闻其死，皆哭。”
8. ↑  《毛太保公传》：“铁山、皮岛俱祠祀公。辽左遗民有挈妻子来，竞无所归，号泣自经于祠下者。”
9. ↑  《明季北略》卷2《毛文龙入皮岛》：“毛文龙，号振南，居钱塘荐桥忠孝巷，与于谦同里。万历丙子正月十一戌时生。”
10. ↑  《表忠录·毛将军文龙传》：“其先山西太平人。祖玉山，业监盐，徙杭州。”
11. ↑  《东城杂记》卷下：“其舅氏京兆公为熹宗朝名臣，当时称杭州甲族，以沈为最。”
12. ↑  《杭州府志》卷124《名臣二》：“沈光祚，字延甫，仁和人，万历二十三年进士，授河南开封府推官，历顺天府尹。尚书孙慎行以红丸事罪辅臣方从哲，帝命诸臣集议，光祚曰：‘青宫之梃，张差以风癫庇罪；红丸之药，李可灼以赉予酬功，辅臣即百喙何以自解？’人服其明确。卒赠工部侍郎。”
13. ↑  《毛总戎墓志铭》。
14. 1 2  《表忠录·毛将军文龙传》。
15. ↑  《明季北略》卷2《毛文龙入皮岛》。
16. ↑  《表忠录·毛都督轶事状》。
17. ↑  《东江疏揭塘报节抄》卷4天启五年九月初四日具奏眉批：“将军少而有大志，谋书不就，则归理平阳庄舍。”
18. ↑  《石匮书后集》卷10《毛文龙列传》。
19. ↑  《表忠录·毛将军文龙传》：“而所最难者，当魏忠贤擅权，督抚节镇，称诵建祠者比比，而文龙耿介自守，不一濡足。今历按东江章疏，有一言半辞，容影响文致否？可不谓今天下一奇男子哉？”
20. ↑  《豫变纪略》卷2：“是时魏珰乱政，罗织缙绅，缇骑逮捕无虚日。毛帅抗疏申救，珰恶之。户部既憾毛帅之侵己，乃阴与珰通谋，而甘心于毛帅。”
21. ↑  《明季北略》卷2《毛文龙入皮岛》：“虬髯，相者谓必登坛制阃。”《表忠录·毛将军文龙传》：“尝登吴山，遇一相者，曰：‘公铁面银牙，髯虬而熊虎威，他日当立功万里外，霍嫖姚、班定远之流也。’文龙心自喜。”
22. ↑  《东江疏揭塘报节抄》卷4天启五年九月初四日具奏：“臣草野微贱，元年有亲伯毛得春，系海州卫试百户也，无嗣承袭。”
23. ↑  《毛总戎墓志铭》：“尝密走关宁，觇其山川形势，捬髀咨嗟。”
24. ↑  《明季北略》卷2《毛文龙入皮岛》：“九月，兵巡道白某考武举，文龙列名第六。”
25. 1 2  《毛大将军海上情形》。
26. ↑  《东江疏揭塘报节抄》卷4天启五年九月初四日具奏：“因自叹曰：‘愿乘长风破万里浪，此志竟负却矣！盍者归以承寡母菽水欢。’正欲南旋。”
27. ↑  《熊襄愍公集》卷3《申明还兵情由疏》：“密遣守备毛文龙等安置诸毒，以待其来。”
28. ↑  《毛大将军海上情形》：“熊公甫拔之都阃。”
29. ↑  《表忠录·毛将军文龙传》：“经略袁应泰命文龙造火药山海关。”
30. ↑  《东江疏揭塘报节抄》卷5天启六年二月初六日塘报：“遂将毛总兵有原驻鞍山堡内毛文仪等一百余名口，一门老幼，绑献奴酋诛戮，抄屠一方甚惨。”
31. ↑  《皇明通纪集要》卷45。
32. ↑  《明史纪事本末补遗》卷4《毛帅东江》：“文龙率乌合之众二百人，涉海三千里，镇江既复，宽、叆一带城堡相继降，数百里之内，望风归附。”《满文老档》太祖第24册天命六年七月：“汤站堡人执汤站堡守堡以献，险山堡人亦执险山堡以献，毛文龙执永奠守堡以去，长奠守堡自愿往投。”
33. ↑  《东江疏揭塘报节抄》卷1。
34. ↑  《国榷》卷84天启元年八月丁丑。
35. ↑  《三朝辽事实录》卷5：“报闻之日，缙绅庆于朝，庶民庆于野。”
36. ↑  《大明熹宗实录》卷13天启元年八月：“以毛文龙为副总兵，赏银二百两。”
37. 1 2  《三朝辽事实录》卷5。
38. ↑  《大明熹宗实录》卷14天启元年九月：“佟养真父子之擒也，文龙曰：率民兵通内应陈中军夜袭之；绍勋则曰：屯兵错认为参将为大兵，群缚而献之。据其塘报口气，若幸镇城再陷，卫民屠戮，便以召衅罪文龙，并以轻躁为遣文龙者罪。”
39. ↑  《边事小纪》卷4《毛大将军纪略》：“登抚所遣参将王绍勋等亦至，而勋等有兵船数十号，龙因诡称为己之兵船。于是良策遂密约擒养真，期在夜半。至期龙以人少未即入，良策势在骑虎，遂执养真，盖天启辛酉中秋夕也。次早，送养真至文龙军，而绍勋等争之不能得，遂移舟东往。至是而良策始知文龙止三船耳，相顾错愕。”
40. ↑  《三朝辽事实录》卷7：“王绍勋向拟降奴，勉强归正。”《大明熹宗实录》卷12天启元年七月：“宽奠参将王绍勋皆系奔窜，宜以军法从事。”
41. 1 2  《三朝辽事实录》卷7。
42. ↑  《东江塘报疏揭节抄》卷7崇祯元年正月十九日具奏：“解到勘追前任巡抚陶朗先、委官李先春等赃罚入官、还官银六千八百八十三两零六毫六丝二忽。”
43. ↑  《大明熹宗实录》卷14天启元年九月。
44. ↑  《续纶扉奏草》卷2《论经抚事情疏》。
45. ↑  《两朝从信录》卷14：“毛文龙因拿佟养真，佟卜年遂投陶郎先处监军，谗害毛文龙。”
46. ↑  《熊襄愍公集》卷5《辩出关疏》。
47. 1 2  《三朝辽事实录》卷6。
48. ↑  《满文老档》太祖第24册天命六年七月：“命四贝勒、都堂栋鄂额驸率兵三千，往剿镇江一带之叛民，并谕曰：‘其首恶者杀之，余众编户携归。’谕毕遣之。是夜思之，惟恐有不妥，二十七日，又遣阿敏贝勒、达尔汉侍卫率兵二千往援。”
49. ↑  《枫窗脞语·朝鲜颂毛碑文》：“奴酋惮之，阴使人抵义州府郑遵，谋杀公。遵密告于废王，王许之。”
50. ↑  《清太祖武皇帝实录》卷3。
51. ↑  《大明熹宗实录》卷23天启二年六月。
52. ↑  《大明熹宗实录》卷31天启三年二月。
53. ↑  《三朝辽事实录》卷13：“七月初二，忽有奴酋咨文移龙求和，又接李永芳手札，将龙在辽族属未遭屠戮者尽行优待，诱龙同叛，中分土地。”
54. ↑  《三朝辽事实录》卷13：“连奴酋来使暨李永芳恶札星夜差官缄封护送进呈。”
55. ↑  《燃藜室记述》卷21《废主光海君故事本末》：“明朝升毛文龙为总兵、都督，赐尚方剑、玺书，仍开府于椵岛，号东江镇。辽民来投者日众，前后数十万口。”
56. ↑  《三朝辽事实录》卷10。
57. ↑  《东江疏揭塘报节抄》卷2天启三年七月二十二日塘报：“据投来顺民李连功等供称：老憨暗传四王子与八王子，李佟二附马，准于七月初六、十九二日，直要叩关。”
58. ↑  《东江疏揭塘报节抄》卷2天启三年七月二十二日塘报：“职随于六月十八日，率领参谋生员葛应贞、旗鼓都司时可达、游击尤景和、沈世魁等马步家丁八千余员名，于二十八日亲至镇江、汤站、凤凰城等处安营下寨，以图进剿。其千家庄进兵，则令游击朱家龙、任大镇、杨模等；其凤凰城进兵，则令游击王辅、王承鸾、郑继魁等；其昌城进兵，则令游击曲承恩等；其满浦进兵，则令参将易承惠、都司林茂春等。”
59. 1 2 3 4 5 6  《三朝辽事实录》卷13。
60. ↑  《东江疏揭塘报节抄》卷2天启三年八月初二日塘报：“既得扼要，则西南之双岛，正南之旅顺口，东之三犋牛，皆为我有。自城南之一百二十里，俱可屯聚兵粮，招抚屯种。”
61. ↑  《三朝辽事实录》卷13：“守金州都司张盘，探得复州奴贼摽掠恣淫，于三年十月初五日夜半领兵袭之，奴众奔窜，永宁等堡俱下。”
62. ↑  《明史纪事本末补遗》卷4《毛帅东江》：“建州兵又率万骑来攻旅顺，奇兵奋起，建骑不能下，遣使招降盘，即斩以殉，于是围益急。盘设伏南北两山夹攻，建州兵大败而去。”
63. ↑  《三朝辽事实录》卷14：“登抚前议城南至旅顺口一百三十里，三面距海，唯北面狭束东西，相距仅十里许，挑断此地，引海水以图自固……已经覆议允行。”
64. ↑  《皇明通纪集要》卷56：“已而游击林茂春等邀击其归路，擒斩有差。”
65. ↑  《东江疏揭塘报节抄》卷4天启五年二月二十三日塘报：“金州南关铺游击张盘失守间，职于初七日业差都司石成玉飞驾多船，前往金、旅收拾残兵，仍着据险。”
66. 1 2 3 4  《三朝辽事实录》卷15。
67. ↑  《东江疏揭塘报节钞》卷4天启五年八月二十二日具奏：“臣又有说焉，阅邸报有张攀撤回皇城岛守冬之疏，无容再啄，不知旅顺为登莱门户，为鲜江饷道咽喉，一旦撤而之他，当冰冻之日，倘奴贼乘坚而来，绝我咽喉，守而弗去，则三千余员名之官兵，置之何地？一百三十里之膏腴，属之何人？将东江数十万之生灵，津、登往来之船只，不从此梗绝乎？臣虑及此，业遣参将李鑛防守其地，更授方略，以为御冬之机。”
68. ↑  《明史·袁崇焕传》。
69. ↑  《东江疏揭塘报节抄》卷2天启三年十月初□日塘报：“据哨探千总马成功禀称：探听奴酋兵马不多，只说九月中准要往西寇关。”
70. ↑  《东江疏揭塘报节抄》卷2天启三年十月初□日塘报：“及得斩获，细鞫生擒，供吐奴贼于十五日，在辽阳新城，正欲往西，闻梆声传至，即统达贼四万余，前来老寨救应。”
71. ↑  《大明熹宗实录》卷70天启六年四月：“兵部覆叙宁远功次，先是巡关御史洪如钟题：据袁崇焕报……计上首虏至二百六十有九。”
72. 1 2  《三朝辽事实录》卷17。
73. 1 2  《大明熹宗实录》卷42天启三年十二月。
74. ↑  《大明熹宗悊皇帝實錄卷之三十九》 平遼總兵毛文龍塘報劉愛塔之死遣張盤潛師夜起遂複金州 今欲據金州以圖三衛又報奴欲西犯榆關遣師渡江以伐其謀 暗置空營更易旗號於是有滿浦昌城之捷斬獲奴級一百三十八顆獲奸細四人及夷器等物
75. ↑  《大明熹宗实录》卷55天启五年正月。
76. ↑  《东江塘报疏揭节抄》卷5天启六年正月二十日塘报眉批。
77. ↑  《皇明续纪三朝法传全录》卷15。
78. 1 2  《三朝辽事实录》卷16。
79. ↑  《明季北略》卷5《袁崇焕通敌射满桂》。
80. ↑  《三朝辽事实录》卷11。
81. ↑  《满文老档》太宗第1册天聪元年正月至二月：“天聪元年正月初八日，命贝勒阿敏、济尔哈郎台吉、阿济格台吉、杜度台吉、岳托台吉及硕托台吉，率大军往征驻朝鲜明将毛文龙。是日，遣方吉纳、温塔希致书大明宁远都堂袁崇焕……以修两国和好。”
82. ↑  《三朝辽事实录》卷16：“巡抚袁崇焕题李鑛一案……如鑛立有功，尚将赏之；若其怠惰，则并前罪处死不贷。其兵民共四千余，行宁前道择其可为兵者，已经分发讫。”
83. 1 2  汪汝淳《毛大将军海上情形》。
84. ↑  《大明熹宗实录》卷39（梁本）。
85. ↑  《东江塘报疏揭节抄》卷3天启四年正月二十四日塘报：“老汗因此大恼，于十二月十七日，将汝栋、一位杀了示众。”
86. ↑  《满文老档》太祖第64册天命十年正月至三月：“二月初一日，遣刘维国、金盛晋遗书毛文龙。书曰：‘尔所遣之奸细，哨探等人均已被获……尔若如此与我相倚，迫使朝鲜投降，则尔之前途无量矣。尔既得罪与尔帝，已不能回明，而朝鲜又不容尔，我能置尔于不顾乎？尔向何处？倘若尔因派遣奸细，收纳逃人而恐我责备于尔，各为其主效力，岂有复存恶念之理乎？尔若降我，岂不亦如此效力与我乎？古之韩信弃楚霸王而归汉，胡敬德弃刘武周而降唐，因其降而成大功，留美名与后世，有何人谓其不忠于君而归叛他主？’”
87. ↑  《枣林杂俎》和集《丛赘·毛文龙》：“天启丙寅六月，金人遗毛文龙书曰：‘古国家兴亡，皆天运循环。其将亡也，必灾异屡降，各处兵起。其将兴也，必天默护佑，动而成功。南朝运终，死数未尽，天使丧亡，将军岂能救之乎？良禽择木而栖，贤臣择主而事。韩信、陈平弃楚而归汉，刘整、吕文焕弃宋而归元，此皆默识天时，择主而事，名垂后世。自古天生帝王，不念仇隙，只论功德。管仲，桓公之仇也，不杀用相之，遂成霸业。敬德，太宗之仇也，不杀而将之，以有天下。今将军纵竭力办事，君臣皆迷，反受祸患。南朝气运已尽，时势已尽，悔之不及。’”
88. ↑  《东江疏揭塘报节抄》卷5天启六年九月初二日具奏：“随于本月初四日，差千总石景选、毛永科带兵一百五十名，前往细探。老奴背果患疮，带兵下营狗儿岭汤泉洗疮。石景选、毛永科兵少粮微，不忍失此机会，即于对岭高山顶上，初十黑夜，枪炮喊呐，以寒奴胆。奴贼惊恐，次早上船顺水西去。此石景选、毛永科差回确报也。”
89. ↑  《满文老档》太祖第72册天命十一年六月至八月：“初三日，库拜往析木城戍守，获毛文龙所遣之奸细五人，杀四人，解一人至东京讯之。据供称：毛文龙于铁山马步军七万人，未闻有向我发兵之言。”
90. ↑  《国榷》卷89崇祯元年三月壬申。
91. ↑  《东江疏揭塘报节抄》卷7崇祯元年五月初六日具奏：“其来词固多卑顺，然其狂悖处大不堪闻，臣安敢冒昧进呈御览。第恐无据，谨将其求款原文投递辅臣，应否呈览，辅臣当自有酌量也。”
92. ↑  《明熹宗实录》
93. ↑  《明实录·崇祯实录》（卷一）：“时朝仪忧毛文龙难驭。大学士钱龙锡遇崇焕，语及之。遂定计出。”
94. ↑  《明史》（卷259）：“崇煥始受事，即欲誅毛文龍。”“方崇煥在朝，嘗與大學士錢龍錫語，言及毛文龍可用则用之，不可用去之不难。”。
95. ↑  《明季北略》（卷4）：“崇焕应曰臣请五年为陛下肃清边陲。上曰：五年灭敌，朕不吝封侯之赏。时四辅臣钱龙锡等侍立。俱奏曰：崇焕肝胆、意气、识见、方略，种种可嘉，真奇男子也。上悦。赐茶果瓜饼而退，焕出，朝臣问五年之期，当有定算否？焕曰：上期望甚迫，故以五年慰圣心。识者曰：主上英明，后且按期责效，崇焕不旋踵矣。时期议忧毛文龙难驭，大学士钱龙锡，过崇焕语及之，遂定计出，癸未赐崇焕尚方剑。先是降将李永芳，献策于大清主曰：兵入中国，恐文龙截后，须通书崇焕，使杀文龙，佯许还辽。大清主从之。崇焕答书密允，复以告病回籍，乃寝。至是，再任，思杀文龙，则辽可得。”
96. ↑  《明史》（卷259）：“四年五月，文龍遣將沿鴨綠江越長白山，侵大清國東偏，為守將擊敗，眾盡殲。八月，遣兵從義州城西渡江，入島中屯田，大清守將覺，潛師襲擊，斬五百餘級，島中糧悉被焚。五年六月，遣兵襲耀州之官屯寨，敗歸。六年五月，遣兵襲鞍山驛，喪其卒千餘。越數日又遣兵襲撤爾河，攻城南，為大清守將所卻。七年正月，大清兵征朝鮮，並規剿文龍。三月，大清兵克義州，分兵夜搗文龍於鐵山。文龍敗，遁歸島中。時大清惡文龍躡後，故致討朝鮮，以其助文龍為兵端。”
97. ↑  《明史》（卷259）：“文龍者，仁和人。以都司援朝鮮，逗留遼東，遼東失，自海道遁回，乘虛襲殺大清鎮江守將，報巡撫王化貞，而不及經略熊廷弼，兩人隙始開。用事者方主化貞，遂授文龍總兵，累加至左都督，掛將軍印，賜尚方劍，設軍鎮皮島如內地。皮島亦謂之東江，在登、萊大海中，綿亙八十里，不生草木，遠南岸，近北岸，北岸海面八十里即抵大清界，其東北海則朝鮮也。島上兵本河東民，自天啟元年河東失，民多逃島中。文龍籠絡其民為兵，分佈哨船，聯接登州，以為掎角計。中朝是之，島事由此起。”
98. ↑  《明史》（卷259）：“工科給事中潘士聞劾文龍糜餉殺降，尚寶卿董茂忠請撤文龍，治兵關、寧。兵部議不可，而崇煥心弗善也，嘗疏請遣部臣理餉。文龍惡文臣監製，抗疏駁之，崇煥不悅。及文龍來謁，接以賓禮，文龍又不讓，崇煥謀益決。”
99. ↑  《明史》（卷259）：“至是，遂以閱兵為名，泛海抵雙島，文龍來會。崇煥與相燕飲，每至夜分，文龍不覺也。崇煥議更營制，設監司，文龍怫然。崇煥以歸鄉動之，文龍曰：「向有此意，但惟我知東事，東事畢，朝鮮衰弱，可襲而有也。」崇煥益不悅。”
100. ↑  《明史》（卷259）：崇焕因诘文龙违令数事，文龙抗辩。崇焕厉色叱之，命去冠带絷缚，文龙犹倔强。崇焕曰：“尔有十二斩罪，知之乎？祖制，大将在外，必命文臣监。尔专制一方，军马钱粮不受核，一当斩。人臣之罪莫大欺君，尔奏报尽欺罔，杀降人难民冒功，二当斩。人臣无将，将则必诛。尔奏有牧马登州取南京如反掌语，大逆不道，三当斩。每岁饷银数十万，不以给兵，月止散米三斗有半，侵盗军粮，四当斩。擅开马市于皮岛，私通外番，五当斩。部将数千人悉冒己姓，副将以下滥给札付千，走卒、舆夫尽金绯，六当斩。自宁远还，剽掠商船，自为盗贼，七当斩。强取民间子女，不知纪极，部下效尤，人不安室，八当斩。驱难民远窃人参，不从则饿死，岛上白骨如莽，九当斩。辇金京师，拜魏忠贤为父，塑冕旒像于岛中，十当斩。铁山之败，丧军无算，掩败为功，十一当斩。开镇八年，不能复寸土，观望养敌，十二当斩。”
101. ↑  《明季北略》（卷5）：“崇焕曰：与汝谈三日，谁知狼子野心，一片欺诳。若杀汝，此一块土，异日岂朝廷所有？文龙曰：督师惟恃节制，何得杀我？崇焕曰：今日非本部院意，乃是上旨。左右色变。文龙自若。乃曰：既出上旨，亦勿辯，遂西望拜曰：臣负朝廷久矣，崇焕命旗牌官张国柄，执剑杀之。诸将伏尸恸。崇焕曰：止斩文龙一人，余悉供职如故。命殓之，因奏文龙十二罪，并自劾。上以文龙骄悖，命崇焕安心任事，且嘉谕之。时敌警寂然，师旋，闻文龙死，皆哭。崇焕因佯祭曰：昨杀汝是朝廷法，今祭奠是本院情。遂流泪。将士俱泣。崇焕恐变，呼文龙部下曰：若等被主帅侵粮甚苦，今有十万金犒赏，各领三两，众始定。崇焕分其军为四。毛承禄，及旗鼓徐敷奏，东江将刘兴祚，与陈继盛分将之，遂回宁远。”
102. ↑  《明熹宗实录》4022页：“蓟辽提督阎鸣泰、巡抚袁崇焕疏颂魏忠贤功德，请于宁前建祠。”
103. ↑  《明史》> 卷259 列传第一百四十七：还镇，以其状上闻，末言：“文龙大将，非臣得擅诛，谨席稿待罪。”时崇祯二年五月也。帝骤闻，意殊骇，念既死，且方倚崇焕，乃优旨褒答。俄传谕暴文龙罪，以安崇焕心，其爪牙伏京师者，令所司捕。崇焕上言：“文龙一匹夫，不法至此，以海外易为乱也。其众合老稚四万七千，妄称十万，且民多，兵不能二万，妄设将领千。今不宜更置帅，即以继盛摄之，于计便。”帝报可。
104. ↑  “谕以袁崇焕付托不效，专恃欺隐，以市米则资盗，以谋款则斩帅，纵敌长驱，顿兵不战，援兵四集，尽行遣散，及兵薄城下，又潜携喇嘛，坚请入城，种种罪恶。命刑部会官磔示，依律家属十六以上处斩，十五岁以下给功臣家为奴。今止流其妻妾，子女及同产兄弟于二千里外，余俱释不问。”（《崇祯长篇》）
105. ↑  《毛太保公传》。
106. ↑  《东江客问》：“斯时毛之骸骨,早在西泠、南屏间矣。”